# Iota Tauri
Iota Tauri (102 Tauri) é uma estrela na direção da constelação de Taurus. Possui uma ascensão reta de 05h 03m 05.70s e uma declinação de +21° 35′ 24.2″. Sua magnitude aparente é igual a 4.62. Considerando sua distância de 163 anos-luz em relação à Terra, sua magnitude absoluta é igual a 1.13. Pertence à classe espectral A7V. É membro do aglomerado aberto Hyades.